# Истинная полицитемия
И́стинная полицитеми́я  (от др.-греч. πολυ- — «много» + гистологическое κύτος — «клетка» + αἷμα — кровь) (синонимы: первичная полицитемия, polycythemia vera, эритремия, erythremia, болезнь Вакеза) — доброкачественный опухолевый процесс системы крови, связанный с чрезмерной миелопролиферацией (гиперплазией клеточных элементов костного мозга). Этот процесс в большей степени затрагивает эритробластический росток. В крови появляется избыточное количество эритроцитов, но также увеличивается (в меньшей степени) количество тромбоцитов и нейтрофильных лейкоцитов. Клетки имеют нормальный морфологический вид. За счёт увеличения числа эритроцитов повышается вязкость крови, возрастает масса циркулирующей крови. Это ведёт к замедлению кровотока в сосудах и образованию тромбов, что приводит к нарушению кровоснабжения и гипоксии.
Заболевание впервые было описано Вакезом (Vaquez) в 1892 году. В 1903 году Ослер высказал предположение, что в основе болезни лежит повышенная активность костного мозга. Им же эритремия была выделена в отдельную нозологическую форму.
Истинная полицитемия — болезнь взрослых, чаще лиц пожилого возраста, но встречается и у молодых и детей. Долгие годы болезнь не даёт о себе знать, протекает без симптомов. По разным исследованиям, средний возраст заболевших колеблется от 60 до 70-79 лет. Молодые люди болеют реже, но болезнь у них протекает тяжелее. Мужчины болеют несколько чаще, чем женщины, соотношение приблизительно 1,5:1,0, среди больных молодого и среднего возраста преобладают женщины. Установлена семейная предрасположенность к этому заболеванию, что говорит о генетической предрасположенности. Среди хронических миелопролиферативных заболеваний истинная полицитемия встречается чаще всего. Распространенность составляет 29:100000.

## Причина полицитемии
В последнее время на основе эпидемиологических наблюдений выдвигаются предположения о связи болезни с трансформацией стволовых клеток. Наблюдается мутация тирозинкиназы JAK2 (Янус-киназы), где в позиции 617 валин заменён фенилаланином. Хотя эта мутация наблюдается и при других гематологических заболеваниях, при полицитемии она встречается наиболее часто.

## Клиническая картина
В клинических проявлениях болезни преобладают проявления плеторы (полнокровия) и осложнения, связанные с тромбозом сосудов. Основные проявления болезни следующие:
- Расширение кожных вен и изменения цвета кожи

На коже пациента, особенно в области шеи, хорошо видны проступающие, расширенные набухшие вены. При полицитемии кожа имеет красно-вишнёвый цвет, особенно выраженный на открытых частях тела — на лице, шее, кистях. Язык и губы синевато-красного цвета, глаза как бы налиты кровью (конъюнктива глаз гиперемирована). Изменён цвет мягкого нёба при сохранении обычной окраски твердого нёба (симптом Купермана). Своеобразный оттенок кожи и слизистых оболочек возникает вследствие переполнения поверхностных сосудов кровью и замедления её движения. В результате этого бо́льшая часть гемоглобина успевает перейти в восстановленную форму.
- Кожный зуд

Больные испытывают кожный зуд. Зуд кожи наблюдается у 40 % пациентов. Это является специфическим диагностическим признаком для болезни Вакеза. Зуд усиливается после купания в теплой воде, что связано с высвобождением гистамина, серотонина и простагландинов.
- Наличие эритромелалгии

Это кратковременные нестерпимые жгучие боли в кончиках пальцев рук и ног, сопровождающиеся покраснением кожи и появлением багровых цианозных пятен. Появление болей объясняется повышенным количеством тромбоцитов и возникновением в капиллярах микротромбов. Хороший эффект при эритромелалгии отмечается от приёма аспирина.
- Увеличение селезёнки (спленомегалия)

Частый симптом эритремии — увеличение селезёнки разной степени. Может быть увеличена и печень (гепатомегалия). Это обусловлено чрезмерным кровенаполнением и участием гепатолиенальной системы в миелопролиферативном процессе.
- Развитие язв в двенадцатиперстной кишке и желудке

В 10-15 % случаев развивается язва двенадцатиперстной кишки, реже желудка, что связано с тромбозами мелких сосудов и трофическими нарушениями в слизистой оболочке, ведущим к снижению её устойчивости к Helicobacter pylori.
- Возникновение тромбов в сосудах

Раньше тромбоз сосудов и эмболия были главными причинами смерти при полицитемии. У больных отмечается склонность к образованию тромбов вследствие повышенной вязкости крови, тромбоцитоза и изменениями сосудистой стенки. Это приводит к нарушениям кровообращения в венах нижних конечностей, мозговых, коронарных и селезёночных сосудах.
- Наличие кровотечений

Наряду с повышенной свёртываемостью крови и тромбообразованием при полицитемии наблюдаются кровотечения из дёсен и расширенных вен пищевода.
- Упорные суставные боли и повышение уровня мочевой кислоты

Многие больные (в 20 %) жалуются на упорные боли в суставах подагрической природы, так как отмечается увеличение уровня мочевой кислоты
- Боли в ногах

Больные жалуются на упорные боли в ногах, причиной которых является облитерирующий эндартериит, сопутствующий эритремии, и эритромелалгия.
- Болезненность плоских костей

При поколачивании плоских костей и давлении на них они болезненны, что часто наблюдается при гиперплазии костного мозга.
- Общие жалобы

Ухудшение кровообращения в органах ведёт к жалобам больных на усталость, головную боль, головокружение, шум в ушах, приливы крови к голове, утомляемость, одышку, мелькание мушек перед глазами, нарушение зрения. Артериальное давление повышено, что является компенсаторной реакцией сосудистого русла на увеличение вязкости крови. Часто развиваются сердечная недостаточность, кардиосклероз.

## Лабораторные показатели при истинной полицитемии
Количество эритроцитов увеличено и обычно составляет 6—8 × 1012 /л и более.
Гемоглобин повышается до 180—220 г/л.
Цветной показатель, как правило, меньше единицы (0,7—0,6).
Общий объем циркулирующей крови значительно увеличен в 1,5—2,5 раза, в основном за счёт увеличения количества эритроцитов.
Показатель гематокрита (соотношение форменных элементов крови и плазмы) резко изменяется за счёт повышения эритроцитов и достигает 65 % и более.
Число ретикулоцитов в крови повышено до 15—20 ‰, что свидетельствует об усиленной регенерации эритроцитов.
Отмечается полихромазия эритроцитов, в мазке можно обнаружить отдельные эритробласты.
Увеличено количество лейкоцитов в 1,5—2 раза (до 10—12 × 109 /л). У некоторых больных лейкоцитоз может достигать ещё более высоких цифр. Увеличение происходит за счёт нейтрофилов, содержание которых увеличивается до 70—85 %. Наблюдается палочкоядерный, реже миелоцитарный сдвиг (сдвиг лейкоцитарной формулы влево). Увеличивается количество эозинофилов, реже и базофилов.
Число тромбоцитов увеличено до 400—600 × 109 /л, иногда больше. Вязкость крови значительно повышена. СОЭ замедлена (1—2 мм/час).
Увеличивается уровень мочевой кислоты.

## Осложнения полицитемии
Осложнения болезни возникают из-за тромбозов и эмболий артериальных и венозных сосудов головного мозга, селезёнки, печени, нижних конечностей, реже других областей тела. Развиваются инфаркт селезёнки, ишемический инсульт, инфаркт сердца, цирроз печени, тромбоз глубоких вен бедра.
Наряду с тромбозами отмечаются кровотечения, эрозии язвы желудка и двенадцатиперстной кишки, анемии.
Очень часто развиваются желчнокаменная и мочекаменная болезнь из-за повышения концентрации мочевой кислоты, нефросклероз

## Диагностика
Большое значение при постановке диагноза истинной полицитемии имеет:
- Оценка клинических, гематологических и биохимических показателей (изменение гематокрита, количества эритроцитов, лейкоцитов, тромбоцитов, повышение вязкости крови, снижение СОЭ, увеличение содержания щелочной фосфатазы, сывороточного витамина В12);
- Характерный внешний вид больного: специфическая окраска кожи и слизистых оболочек), увеличение селёзенки, печени;
- Склонность больного к тромбозам.

Необходимо исключить заболевания, где есть гипоксия и неадекватное лечение витамином В12.
Для уточнения диагноза возможно проведение трепанобиопсии и гистологическое исследование костного мозга.
Для подтверждения истинной полицитемии наиболее часто используются показатели:
1. Увеличение массы циркулирующих эритроцитов:
  - для мужчин > 36 мл/кг;
  - для женщин > 32 мл/кг;
2. Увеличение гематокрита: > 52 % мужчин и > 47 % у женщин;
3. Увеличение гемоглобина: > 185 г/л у мужчин и > 165 г/л у женщин;
4. Насыщение артериальной крови кислородом более 92 %;
5. Увеличение селезёнки (спленомегалия);
6. Снижение веса;
7. Слабость;
8. Потливость;
9. Отсутствие вторичных эритроцитозов;
10. Наличие генетических аномалий в клетках костного мозга (кроме наличия хромосомной транслокации Филадельфийской хромосомы или с перестроенным геном Bcr-Abl;
11. Образование колоний эритроидными клетками in vivo;
12. Лейкоцитоз > 12,0× 109 /л (при отсутствии температурной реакции, инфекций и интоксикаций);
13. Тромбоцитоз > 400× 109 /л;
14. Увеличение содержания щелочной фосфатазы нейтрофильных гранулоцитов > 100 ед. (при отсутствии инфекций);
15. Уровень сывороточного витамина В12 > 2200 нг;
16. Низкий уровень эритропоэтина;
17. Пункция костного мозга и гистологическое исследование пунктата, полученного с помощью трепанобиопсии, показывают увеличение мегакариоцитов.

## Алгоритм постановки диагноза
Алгоритм постановки диагноза следующий:
1. Определить имеет ли пациент:
  - А. увеличение гемоглобина или Б. увеличение гематокрита;
  - В. спленомегалию с увеличением или без увеличения тромбоцитов или лейкоцитов;
  - Г. тромбоз портальных вен.
2. Если имеет, то следует исключить вторичные полицитемии.

При исключении вторичной полицитемии продолжить алгоритм — если пациент имеет следующие три больших критерия или первые два больших в сочетании с двумя малыми, необходима консультация гематолога, так как имеются все данные для постановки диагноза «истинная полицитемия».
Большие критерии:
- увеличение массы циркулирующих эритроцитов:
  - для мужчин > 36 мл/кг;
  - для женщин > 32 мл/кг;
- насыщение артериальной крови кислородом (> 92 %);
- спленомегалия (увеличение селезёнки).

Малые (дополнительные) критерии:
- увеличение числа тромбоцитов;
- увеличение числа лейкоцитов;
- увеличение щелочной фосфатазы;
- увеличение сывороточного витамина В12.

Дополнительно можно определить наличие роста колоний эритроидов в среде без эритропоэтина, уровень эритропоэтина (чувствительность анализа 70 %, специфичность 90 %), провести гистологическое исследование пунктата костного мозга,

## Дифференциальная диагностика
Дифференциальная диагностика проводится со вторичными (абсолютными и относительными) эритроцитозами.

## Лечение
В основе лечения лежат уменьшение вязкости крови и борьба с осложнениями — тромбообразованием и кровотечениями. Вязкость крови напрямую связана с количеством эритроцитов, поэтому кровопускание и химиотерапия (циторедуктивная терапия), уменьшающие массу эритроцитов, нашли применение при лечении истинной полицитемии. Дополнительно применяют средства симптоматического действия. Лечение больного и его наблюдение должно осуществляться гематологом.

### Кровопускание
Кровопускание (флеботомия) — ведущий метод лечения. Кровопускание уменьшает объём крови и нормализует гематокрит. Кровопускание проводят при увеличении объёма циркулирующей крови и при гематокрите > 55 %. Необходимо поддерживать уровень гематокрита ниже 45 %. Удаляют 300—500 мл крови с промежутками в 2—4 дня до ликвидации плеторического синдрома. Уровень гемоглобина доводят до 140—150 г/л. Перед кровопусканием с целью улучшения реологических свойств крови и микроциркуляции показано внутривенное введение 400 мл реополиглюкина и 5000 ЕД гепарина. Кровопускание уменьшает зуд кожи. Противопоказанием к кровопусканию является увеличение тромбоцитов более 800 × 109 /л. Кровопускание часто сочетается с другими методами лечения.

### Эритроцитаферез
Кровопускание с успехом можно заменить эритроцитаферезом.
Эритроцитаферез — метод экстракорпоральной гемокоррекции, основанный на выведении определённых клеточных компонентов крови больного — эритроцитов. Показания к нему соответствуют показаниям к обычному кровопусканию.
Эритроцитаферез — проводят с целью реокоррекции при плеторическом синдроме, сопровождающем полицитемию, при вторичных эритроцитозах, а также с целью опосредованной детоксикации — при гемохроматозе. В этом случае удаление эритроцитов приводит к активации эритропоэза и увеличению потребления железа в костном мозге.

### Наиболее часто применяемые схемы лечения
Схемы лечения подбираются гематологом индивидуально для каждого больного.
Примеры ряда схем:
1. флеботомия совместно с гидроксикарбамидом;
2. интерферон-α2b совместно с низкими дозами дезагрегантов. В 2021 г. был одобрен ропегинтерферон альфа-2b[англ.][15]
3. флеботомия совместно гидрооксимочевиной и низкими дозами дезагрегантов;
4. флеботомия совместно с интерфероном и низкими дозами дезагрегантов.

## Лечение осложнений полицитемии
Для профилактики тромбирования и эмболий применяют дезагрегационную терапию: ацетилсалициловая кислота в небольших дозах (50—100 мг/сут), клопидогрел («Плавикс»), дипиридамол («Курантил»), тиклопидин, пентоксифиллин («Трентал»). Одновременно назначают гепарин или надропарин («Фраксипарин»). Применение пиявок малоэффективно.
Для уменьшения зуда кожи нашли применение антигистаминные препараты (блокаторы H1-гистаминовых рецепторов), напр., цетиризин («Зиртек»), лоратадин («Кларитин»).
При дефиците железа применяют:
- андрогенные препараты, напр., даназол;
- эритропоэтины;
- леналидомид («Ревлимид») в комбинации с глюкокортикостероидами.

При развитии аутоиммунной гемолитической анемии показано применение кортикостероидных гормонов.
Для снижения уровня мочевой кислоты применяются противоподагрические средства, такие как аллопуринол, колхицин, фебуксостат.
Трансплантация костного мозга при полицитемии применяется редко, так как трансплантация костного мозга сама по себе может привести к неблагоприятным исходам.
При цитопении, анемических и гемолитических кризах показаны кортикостероидные гормоны (преднизолон), анаболические гормоны, витамины группы B.
Спленэктомия возможна только в случае выраженного гиперспленизма.
При предположении развития острого лейкоза операция противопоказана.

## Исход
Исходом болезни может быть развитие миелофиброза и цирроза печени, а с прогрессирующей анемией гипопластического типа — трансформация болезни в хронический миелоидный лейкоз. Длительность жизни с болезнью более 10 лет.

## Прогноз
Течение полицитемии хроническое. Со времени внедрения в практику современных методов лечения течение заболевания носит доброкачественный характер.